# Snudd på Succé
Snudd på Succé var en satirgrupp med eget återkommande inslag i radioprogrammet Godmorgon, världen! i Sveriges Radio P1. De efterträdde år 2000 På Håret och ersattes i sin tur året efter av Public Service.